# 古賀智敏
古賀 智敏（こが ちとし、1947年9月27日 - ）は、日本の経営学者。学位は、博士（経営学）（神戸大学・論文博士・1991年）。神戸大学名誉教授。東海学園大学副学長。

## 略歴
福岡県生まれ。1971年山口大学経済学部卒業、1973年神戸大学大学院経営学研究科修士課程修了。1974年から1975年までミシガン州立大学経営大学院MBAプログラム留学。1976年イリノイ大学経営大学院会計学修士修了(MAS取得)。
1991年「情報監査の構造と展開に関する研究」で神戸大学より博士（経営学）の学位を取得。
1979年クーパーズ・ライブランド会計事務所ニューヨーク監査部門、1980-1981年アーサー・ヤング会計事務所ニューヨーク税務部門。1981年米国公認会計士登録(ニューヨーク州)。1982年龍谷大学経営学部助手, 同大学講師、同大学助教授、同大学教授を経て、1994年神戸大学経営学部教授、1999年同大学経営学研究科教授に就く。2010年定年退官、名誉教授となる。
同志社大学商学部特別客員教授を経て、東海学園大学経営学部教授、同大学院経営学研究科に就任。東海学園大学副学長。
日本知的資産学会会長、国際会計研究学会会長、日本会計研究学会理事、税務会計研究学会理事、日本会計研究学会太田・黒澤賞審査員、あらた監査法人基礎研究所研究員、タクマ特別委員会委員、TKC研修所顧問等も歴任した。ファカルティフェロー（2010年12月31日まで）。

## 著書
- 『情報監査論』同文館出版 1990
- 『デリバティブ会計 実質優先会計の展開』森山書店 1996
- 『価値創造の会計学』税務経理協会 2000
- 『知的資産の会計 マネジメントと測定・開示のインターラクション』東洋経済新報社 2005
- 『Japan GAAP Guide, CCH Asia Pte. Limited, Singapore』2006
- 『グローバル財務会計』森山書店 2011
- 『日本語と英語でまなぶ企業分析入門』千倉書房 2014

### 共編著
- 『予測財務情報論』編著 同文館出版 1995
- 『会計基準のグローバル化戦略 国際会計基準の導入と会計基準の調和化への対応』五十嵐則夫共著 森山書店 1999
- 『経営革新ケーススタディ』編著 東洋経済新報社 2001
- 『ファイナンス型会計の探究 金融商品・デリバティブを中心とする会計のあり方』編著 中央経済社 2003
- 『リスクマネジメントと会計』河崎照行共編著 同文舘出版 2003
- 『知的資産ファイナンスの探求 知的資産情報と投資・融資意思決定のメカニズム』榊原茂樹共編著 中央経済社 2007
- 『国際会計基準と日本の会計実務 比較分析/仕訳・計算例/決算処理 IFRS 3訂版』鈴木一水,國部克彦,あずさ監査法人共編著 同文舘出版 2009
- 『財務会計のイノベーション 公正価値・無形資産・会計の国際化による知の創造』編著 中央経済社 2009
- 『IFRS時代の最適開示制度 日本の国際的競争力と持続的成長に資する情報開示制度とは』編著 千倉書房 2011
- 『体系現代会計学 第5巻 企業会計と法制度』安藤英義,田中建二共責任編集　中央経済社 2011
- 『統合報告革命 ベスト・プラクティス企業の事例分析』責任編集, 池田公司編著, 沖野光二,島永和幸, 戸田統久, 付馨, 島田佳憲著 税務経理協会 2015

### 翻訳
- FASB編『デリバティブ会計とヘッジ戦略』河崎照行共訳 東洋経済新報社 2000
- トニー・トリントン『ブランド資産の会計 認識・評価・報告』監訳, 高橋聡,岡本紀明, KPMGビジネスアシュアランス訳 東洋経済新報社 2004
- ドイツ連邦税理士会,ドイツ税理士連盟, DATEV協同組合 編著『税理士業務における品質保証と品質管理』武田隆二監訳者代表, 河崎照行,坂本孝司共監訳 TKC 2007

## 論文
- <古賀智敏